# Sherwin Grot
Sherwin Grot (Arnhem, 29 juli 1990) is een Nederlands voetballer die doorgaans als aanvaller speelt. Hij is de jongere broer van Guillano Grot en een neef van Jay-Roy Grot.

## Loopbaan
Grot doorliep de jeugdopleiding van Vitesse en N.E.C.. Hij zat 14 september 2009 voor het eerst bij de wedstrijdselectie van het eerste elftal van N.E.C. bij de uitwedstrijd tegen Vitesse. Op 27 september maakte hij zijn debuut voor N.E.C. in de thuiswedstrijd tegen Heracles Almelo. Op 17 november 2009 werd bekend dat N.E.C. en Grot per direct uit elkaar gaan omdat de instelling van de speler niet overeenkomt met wat N.E.C. graag ziet.
Eind 2009 trainde hij bij AGOVV Apeldoorn maar kreeg geen contract aangeboden. Vanaf de zomer van 2010 speelde Grot bij De Treffers uit Groesbeek in de Topklasse. Langer dan een jaar hield de aanvaller het echter niet vol. De Treffers stuurde hem wegens nog onbekende redenen weg. In 2011 stapte hij over naar FC Presikhaaf waarmee hij kampioen werd in de Tweede klasse. In mei 2012 werd bekend dat hij de overstap maakt naar PEC Zwolle nadat hij ook bij Go Ahead Eagles en Getafe CF B op proef geweest was. In november 2012 oordeelde de rechtbank na een kortgeding van Grot tegen de KNVB dat de speler in het seizoen 2012/13 niet voor FC Zwolle mag uitkomen omdat hij te laat bij de KNVB aangemeld was. Op 16 april 2013 scoorde hij in een oefenwedstrijd met FC Eindhoven het enige doelpunt tegen VV Acht. In het seizoen 2013/14 komt hij uit voor Topklasser GVVV uit Veenendaal. Twee jaar later stapt hij over naar Kozakken Boys. In november 2015 werd bekend dat Grot met ingang van seizoen 2016/2017 ging spelen voor IJsselmeervogels. Met de club promoveerde hij in 2017 naar de Tweede divisie. In januari 2018 werd Grot tot het einde van het seizoen 2017/18 verhuurd aan SV TEC dat uitkomt in de Derde divisie. Na een half seizoen degradeerde SV TEC via de nacompetitie. Hiervoor werd al bekend dat Grot in het seizoen 2018/19 terugkeerde naar zijn eerdere club GVVV. Medio 2019 leek Grot voor het Belgische SK Londerzeel te gaan spelen maar koos toch voor VV DUNO. Grot vertrok daar in november 2019 en ging begin 2020 voor Sportclub N.E.C. spelen. Bij MASV vertrok hij medio 2021 al snel. Grot trainde nog bij Viktoria Goch en sloot in september 2022 aan bij Achilles '29. Medio 2023 verliet hij de club. In december 2023 keerde hij terug bij DUNO.

## Statistieken
| Seizoen                        | Club                | Land      | Competitie             | Wed. | Goals |
| ------------------------------ | ------------------- | --------- | ---------------------- | ---- | ----- |
| 2009/10                        | N.E.C.              | Nederland | Eredivisie             | 1    | 0     |
| 2010/11                        | De Treffers         | Nederland | Topklasse Zondag       | 23   | 2     |
| 2011/12                        | FC Presikhaaf       | Nederland | Tweede klasse          |      |       |
| 2012/13                        | PEC Zwolle          | Nederland | Eredivisie             | 0    | 0     |
| 2013/14                        | GVVV                | Nederland | Topklasse Zaterdag     | 27   | 11    |
| 2014/15                        | GVVV                | Nederland | Topklasse Zaterdag     | 29   | 17    |
| 2015/16                        | Kozakken Boys       | Nederland | Topklasse Zaterdag     | 19   | 10    |
| 2016/17                        | VV IJsselmeervogels | Nederland | Derde divisie zaterdag | 33   | 17    |
| 2017/18                        | VV IJsselmeervogels | Nederland | Tweede divisie         | 13   | 2     |
| 2017/18                        | → SV TEC            | Nederland | Tweede divisie         | 15   | 3     |
| 2018/19                        | GVVV                | Nederland | Tweede divisie         | 30   | 9     |
| Totaal                         |                     |           |                        |      |       |
| Bijgewerkt tot 6 augustus 2019 |                     |           |                        |      |       |